# دفاع برلین (شطرنج)
دفاع برلین که دیوار برلین یا دفاع برلین (رُی لوپز) نیز نامیده می‌شود، یک گشایش شطرنج است که با حرکات زیر شروع می‌شود:
1. e4 e5
2. Nf3 Nc6
3. Bb5 Nf6

این گشایش، بخشی از بازی‌هایِ روی لوپز است و کدهای C65-C67 در دایرةالمعارف افتتاحیه‌های شطرنج به آن اختصاص داده شده‌است. کد C65 حرکات سفید غیر از ۴٫۰–۰ را پوشش می‌دهد، مانند 4.d3 (4. Nc3 یک نسخه از بازی چهار شوالیه در نظر گرفته می‌شود. کد C66 تغییر 4.0-0 d6 و کد C67 تغییر 4.0-0 Nxe4 (معمولاً به عنوان خط اصلی دفاع برلین در نظر گرفته می‌شود) را پوشش می‌دهد.

## تاریخچه
این گشایش برای اولین بار در قرن ۱۹ میلادی به‌طور عمیق مورد تجزیه و تحلیل قرار گرفت و نام خود را از برلینی‌هایی دریافت کرد که تغییرات آن را بررسی کردند. به دلیل ماهیت دفاعی و کششیِ این آغازگرِ بازی، گاهی اوقات از آن به عنوان «دیوار برلین» یاد می‌شود. این گشایش به ندرت در بازی‌های سطح بالا مورد استفاده قرار می‌گرفت و تا زمان مسابقات قهرمانی شطرنج کلاسیک جهان در سال ۲۰۰۰ مورد توجه قرار نگرفت. در این مسابقات، ولادیمیر کرامنیک از آن به عنوان یک اسلحه در برابر  گری کاسپاروف استفاده کرد. کرامنیک از برلین در بازی‌های ۱، ۳، ۹ و ۱۳ در مسابقه (هر بار با سیاه) استفاده کرد و هر چهار بازی مساوی شدند. پس از بازی، کاسپاروف آمادگی برتر کرامنیک در آغازِ بازی را دلیل توقفِ خود عنوان کرد. کرامنیک در مصاحبه ای با جان هندرسون، استفاده خود از برلین را توضیح داد:
دفاع برلین با استراتژی من برای مسابقه مطابقت داشت. من یک استراتژی تدافعی داشتم – در واقع، چیزهای تیزتر دیگری در جیبم داشتم تا دوباره به آن بازگردم – اما ابتدا می‌خواستم استراتژی دفاعی را با مهره هایِ سیاه امتحان کنم و خیلی خوب جواب داد. همهٔ اینها برای کاسپاروف جدید بود - او احتمالاً انتظار داشت که من برای برابری با سیاه بجنگم."
حرکت سوم سیاه به پیاده e4 حمله می‌کند. با این حال، این یک تهدید واقعی نیست، زیرا اگر سیاه در e4 گیر بیفتد، سفید می‌تواند پیاده e5 را پس بگیرد. معمولاً در دفاع برلین، بازیکنان زودتر ملکه‌ها را رد و بدل می‌کنند که باعث می‌شود بازی به سرعت وارد یک بازی آخر شود. بازی‌های پایانی به‌طور کلی برای سفید، مساوی یا کمی مطلوب در نظر گرفته می‌شوند. سیاه، نقطه ضعفِ پیاده‌های دوتایی و یک پادشاه گیر کرده در مرکز را دارد، اما به شکلِ جفت اسقف جبران می‌شود. از نظر استراتژیک، دفاع برلین معمولاً به‌عنوان یک سلاح کششی توسط بازیکنانی که می‌خواهند با مهره هایِ سیاه به تساوی دست یابند، و بازیکنانی که ترجیح می‌دهند دفاعی بازی کنند و به بازی‌های پایانی برسند، استفاده می‌شود.